# Gotha G.III
Il Gotha G.III era un bombardiere strategico pesante biplano prodotto dall'azienda tedesco imperiale Gothaer Waggonfabrik negli anni dieci del XX secolo.
Sviluppo del precedente G.II, dal quale si distingueva solo per minimi particolari nella fusoliera e per la motorizzazione adottata, venne utilizzato dalla Luftstreitkräfte, la forza aerea tedesco imperiale, nelle azioni di bombardamento durante la prima guerra mondiale.

## Storia

### Sviluppo
La scarsa affidabilità dell'impianto propulsivo adottato dal precedente G.II, basato su una coppia di Mercedes D.IV ad 8 cilindri in linea, determinò lo sviluppo del modello modificando la fusoliera, rinforzandola, inserendo una nuova postazione difensiva ventrale e motorizzandolo con i ben più affidabili 6 cilindri Mercedes D.IVa. Il nuovo modello, che assunse la designazione Idflieg G.III, fu il primo velivolo da bombardamento ad avere una postazione difensiva in coda con una mitragliatrice in grado di coprire tutti i 360°.

### Impiego operativo
I G.III vennero consegnati ai reparti dal marzo 1917, il maggior numero dei quali al Kagohl 1 che li utilizzò in operazioni di bombardamento sulla penisola balcanica.

## Utilizzatori
Germania
- Luftstreitkräfte